# La Saucelle
La Saucelle est une commune française située dans le département d'Eure-et-Loir en région Centre-Val de Loire.

## Géographie

### Situation
La commune se situe dans le Thymerais, une région du Perche. Elle s'étend sur une surface de 1 398 ha.

Situation géographique
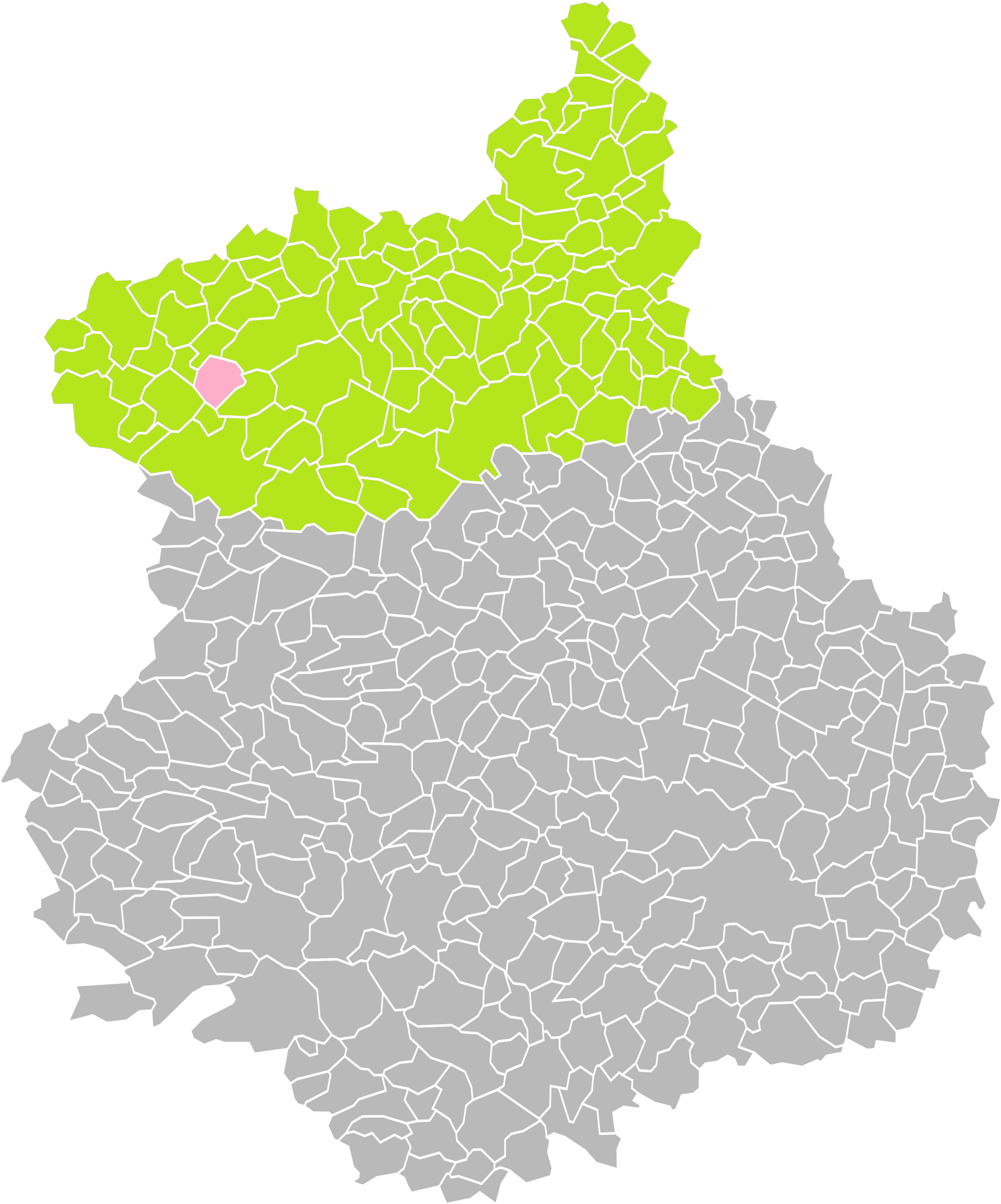
La Saucelle dans son arrondissement.
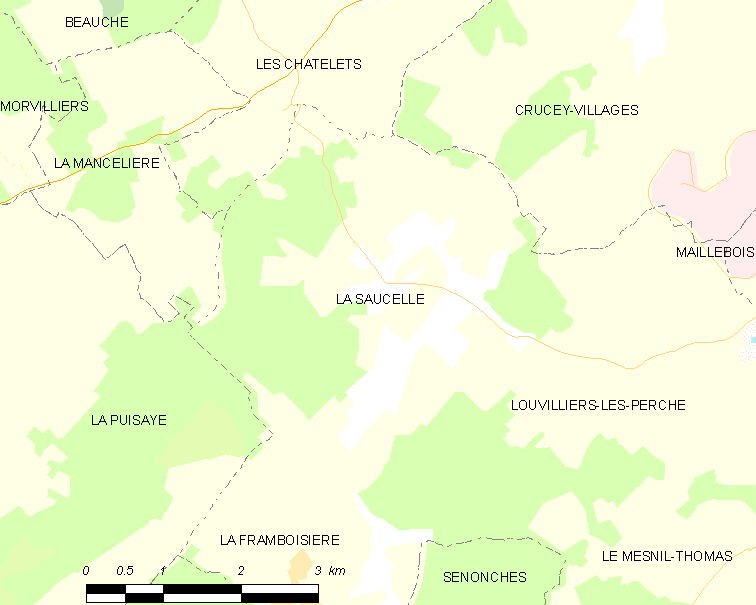
Carte de la commune de La Saucelle.

### Communes limitrophes
| Les Châtelets |                 | Crucey-Villages        |
| La Mancelière | La Saucelle     | Louvilliers-lès-Perche |
| La Puisaye    | La Framboisière |                        |

### Hydrographie
La commune est bordée au nord par la Meuvette, affluent en rive droite de l'Avre, sous-affluent du fleuve la Seine par l'Eure.

### Climat
Pour des articles plus généraux, voir Climat du Centre-Val de Loire et Climat d'Eure-et-Loir.
En 2010, le climat de la commune est de type climat océanique dégradé des plaines du Centre et du Nord, selon une étude du CNRS s'appuyant sur une série de données couvrant la période 1971-2000. En 2020, Météo-France publie une typologie des climats de la France métropolitaine dans laquelle la commune est exposée à un climat océanique altéré et est dans une zone de transition entre les régions climatiques « Sud-ouest du bassin Parisien » et « Normandie (Cotentin, Orne) ». 
Pour la période 1971-2000, la température annuelle moyenne est de 10,2 °C, avec une amplitude thermique annuelle de 14,2 °C. Le cumul annuel moyen de précipitations est de 672 mm, avec 11,1 jours de précipitations en janvier et 8,1 jours en juillet. Pour la période 1991-2020, la température moyenne annuelle observée sur la station météorologique de Météo-France la plus proche, sur la commune de Senonches à 8 km à vol d'oiseau, est de 10,7 °C et le cumul annuel moyen de précipitations est de 817,0 mm,. Pour l'avenir, les paramètres climatiques de la commune estimés pour 2050 selon différents scénarios d'émission de gaz à effet de serre sont consultables sur un site dédié publié par Météo-France en novembre 2022.

## Urbanisme

### Typologie
Au 1er janvier 2024, La Saucelle est catégorisée commune rurale à habitat très dispersé, selon la nouvelle grille communale de densité à 7 niveaux définie par l'Insee en 2022.
Elle est située hors unité urbaine et hors attraction des villes,.

### Occupation des sols
L'occupation des sols de la commune, telle qu'elle ressort de la base de données européenne d’occupation biophysique des sols Corine Land Cover (CLC), est marquée par l'importance des territoires agricoles (64,3 % en 2018), une proportion identique à celle de 1990 (64,3 %). La répartition détaillée en 2018 est la suivante : 
terres arables (48,5 %), forêts (35,7 %), prairies (15,8 %). L'évolution de l’occupation des sols de la commune et de ses infrastructures peut être observée sur les différentes représentations cartographiques du territoire : la carte de Cassini (XVIIIe siècle), la carte d'état-major (1820-1866) et les cartes ou photos aériennes de l'IGN pour la période actuelle (1950 à aujourd'hui).

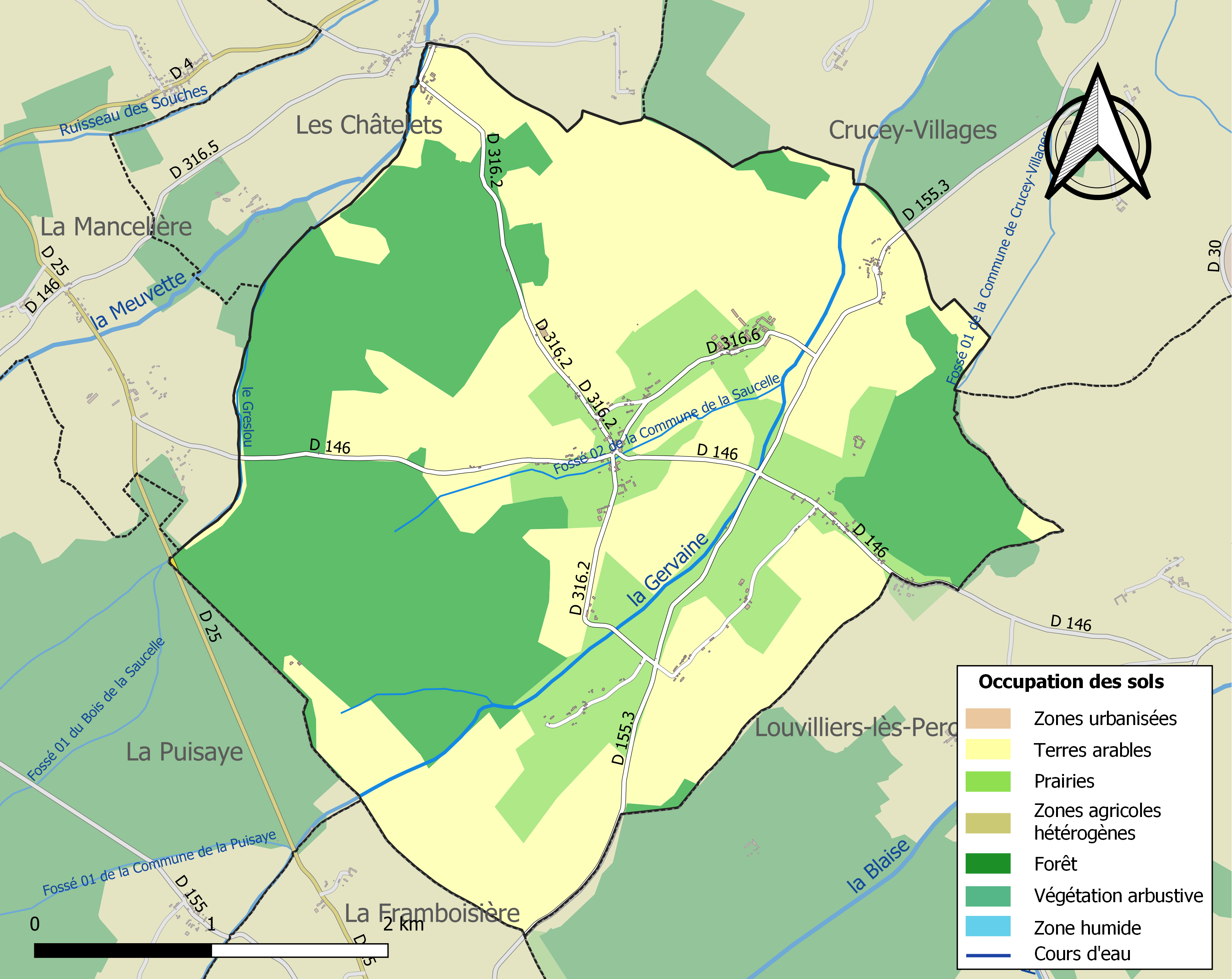
Carte des infrastructures et de l'occupation des sols de la commune en 2018 (CLC).

### Risques majeurs
Le territoire de la commune de La Saucelle est vulnérable à différents aléas naturels : météorologiques (tempête, orage, neige, grand froid, canicule ou sécheresse), inondations, mouvements de terrains et séisme (sismicité très faible). Il est également exposé à un risque technologique, le transport de matières dangereuses. Un site publié par le BRGM permet d'évaluer simplement et rapidement les risques d'un bien localisé soit par son adresse soit par le numéro de sa parcelle.

#### Risques naturels
Certaines parties du territoire communal sont susceptibles d’être affectées par le risque d’inondation par débordement de cours d'eau, notamment la Gervaine et le Meuvette. La commune a été reconnue en état de catastrophe naturelle au titre des dommages causés par les inondations et coulées de boue survenues en 1999,.

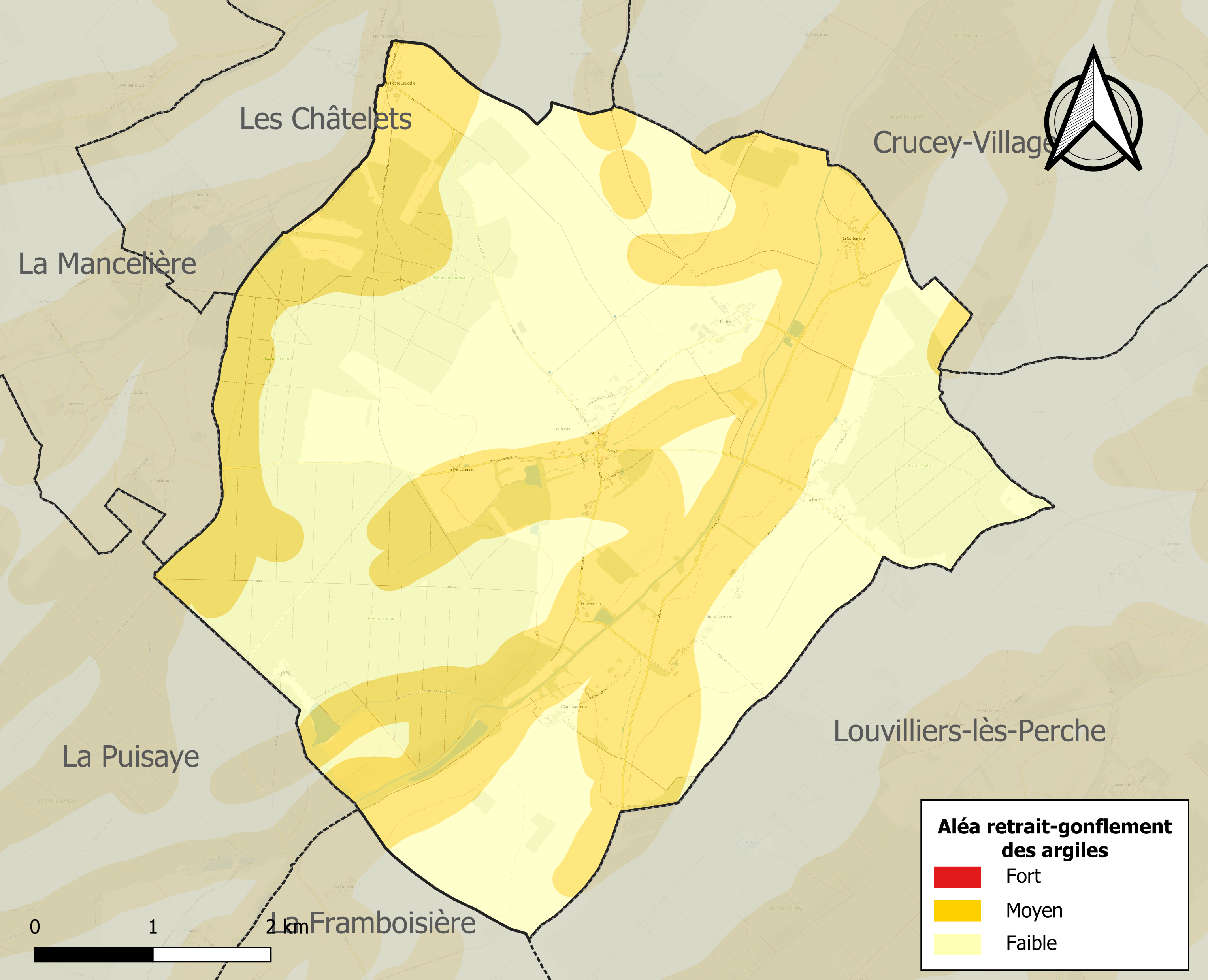
Carte des zones d'aléa retrait-gonflement des sols argileux de La Saucelle.

Les mouvements de terrains susceptibles de se produire sur la commune sont des affaissements et effondrements liés aux cavités souterraines. L'inventaire national des cavités souterraines permet de localiser celles situées sur la commune.
Le retrait-gonflement des sols argileux est susceptible d'engendrer des dommages importants aux bâtiments en cas d’alternance de périodes de sécheresse et de pluie. 46,2 % de la superficie communale est en aléa moyen ou fort (52,8 % au niveau départemental et 48,5 % au niveau national). Sur les 121 bâtiments dénombrés sur la commune en 2019, 54 sont en aléa moyen ou fort, soit 45 %, à comparer aux 70 % au niveau départemental et 54 % au niveau national. Une cartographie de l'exposition du territoire national au retrait gonflement des sols argileux est disponible sur le site du BRGM,.
Concernant les mouvements de terrains, la commune a été reconnue en état de catastrophe naturelle au titre des dommages causés par des mouvements de terrain en 1999.

#### Risques technologiques
Le risque de transport de matières dangereuses sur la commune est lié à sa traversée par des infrastructures routières ou ferroviaires importantes ou la présence d'une canalisation de transport d'hydrocarbures. Un accident se produisant sur de telles infrastructures est en effet susceptible d’avoir des effets graves au bâti ou aux personnes jusqu’à 350 m, selon la nature du matériau transporté. Des dispositions d’urbanisme peuvent être préconisées en conséquence.

## Toponymie
Le nom de la localité est attesté sous les formes Saliciolum, vers 1080 (Cartulaire Saint-Père-en-Vallée de Chartres) ; Salcetula, vers 1115 (Cartulaire Saint-Père-en-Vallée de Chartres) ; La Saucelle, novembre 1484 (Archives nationales-JJ 215, n° 13, fol. 8) ; La Sausselle, 1701 (Archives départementales d'Eure-et-Loir-E, Seigneurie de La Ferté-Vidame) ; La Saucelle, XVIIIe s. (Carte de Cassini).
Du latin salix et suffixe diminutif ella, bas latin salicella, « petite saulaie », osier (FEW, XI, 101a).

## Histoire
- La paroisse religieuse comprenait 2 collectes fiscales.
- L’arrêté préfectoral du 13 décembre 1972 réunit les communes de La Framboisière et de La Saucelle sous le nom de La Framboisière-la-Saucelle ; l’arrêté préfectoral du 18 février 1986 redonna leur indépendance et leur territoire à chacune de ces communes.

## Politique et administration

### Liste des maires
| Période                                  | Période  | Identité       | Étiquette | Qualité              |
| ---------------------------------------- | -------- | -------------- | --------- | -------------------- |
| Les données manquantes sont à compléter. |          |                |           |                      |
| 2001                                     | 2020     | Jacques Baston | DVD       | Agriculteur retraité |
| 2020                                     | En cours | Philippe Penny |           |                      |

### Politique environnementale
En 2022, la commune obtient deux étoiles pour le label national « Village étoilé », décerné par l'Association nationale pour la protection du ciel et de l'environnement nocturnes (ANPCEN).

## Population et société

### Démographie
L'évolution du nombre d'habitants est connue à travers les recensements de la population effectués dans la commune depuis 1793. Pour les communes de moins de 10 000 habitants, une enquête de recensement portant sur toute la population est réalisée tous les cinq ans, les populations de référence des années intermédiaires étant quant à elles estimées par interpolation ou extrapolation. Pour la commune, le premier recensement exhaustif entrant dans le cadre du nouveau dispositif a été réalisé en 2008.

En 2022, la commune comptait 201 habitants, en évolution de +4,69 % par rapport à 2016 (Eure-et-Loir : −0,23 %, France hors Mayotte : +2,11 %).
| 1793 | 1800 | 1806 | 1821 | 1831 | 1836 | 1841 | 1846 | 1851 |
| ---- | ---- | ---- | ---- | ---- | ---- | ---- | ---- | ---- |
| 446  | 458  | 506  | 500  | 434  | 417  | 405  | 366  | 414  |

| 1856 | 1861 | 1866 | 1872 | 1876 | 1881 | 1886 | 1891 | 1896 |
| ---- | ---- | ---- | ---- | ---- | ---- | ---- | ---- | ---- |
| 422  | 418  | 392  | 376  | 340  | 338  | 304  | 313  | 291  |

| 1901 | 1906 | 1911 | 1921 | 1926 | 1931 | 1936 | 1946 | 1954 |
| ---- | ---- | ---- | ---- | ---- | ---- | ---- | ---- | ---- |
| 248  | 258  | 243  | 215  | 226  | 225  | 207  | 224  | 226  |

| 1962 | 1968 | 1990 | 1999 | 2006 | 2008 | 2013 | 2018 | 2022 |
| ---- | ---- | ---- | ---- | ---- | ---- | ---- | ---- | ---- |
| 202  | 162  | 145  | 164  | 167  | 168  | 188  | 197  | 201  |

### Enseignement
* Lycée professionnel.[réf. nécessaire]

## Culture locale et patrimoine

### Lieux et monuments

#### Église Sainte-Anne
La construction débute entre le XIe et le XIIe siècle pour la partie romane de l'édifice. Le bas-côté nord est ajouté à la nef au XVIe siècle.
L'église est ornée de vitraux losangés : bleutés dans le chœur (baies n°1 et 2) ; verdâtres sur trois baies (n°4, 8 et 10) et incolores sur la baie n°6 côté sud de la nef ; formant une teinte orangée côté ouest (baie n°3). L'oculus se trouvant au-dessus de la porte principale est rouvert et une baie y est créée par un artisan local en 2017. On y trouve une base de vitrerie avec un panneau central peint représentant une vierge à l'enfant de style oriental. Une baie de la sacristie qui avait été murée est rouverte en 2020 et une baie de losanges y est créée par les ateliers Lorin de Chartres. L'atelier est également chargé de réaliser des bavettes de plomb au bas de chaque baie afin de créer une aération générale de l'édifice. Les enduits extérieurs et intérieurs sont entièrement repris par une entreprise de maçonnerie.
Les réparations de maçonnerie dans la nef ont permis de dégager et de restaurer deux ensembles de peintures murales, confiées à l'atelier Moulinier : d'une part, un ensemble daté du XVe siècle comportant une alternance d'apôtres en pied (avec des croix de reconsécration intégrées) et de fresques encore énigmatiques du fait de la disparition des pigments d'origine végétale, d'autre part, un ensemble du XVIIe siècle comportant plusieurs litres funéraires en couches superposées avec ornements d'armoiries, pour la plupart effacées ou martelées.
Le mobilier intérieur de la nef a été restauré en suivant les préconisations de la direction régionale des Affaires culturelles, dans le respect du patrimoine, en particulier les bancs-clos dont certains remontent au XVIIe siècle.
A l'issue de ces restaurations (2017-2022) qui ont bénéficié de subventions publiques et privées et du soutien de la Fondation du patrimoine, l'église Sainte-Anne de La Saucelle rejoint ainsi les quelques églises peintes qui peuvent être visitées dans le Perche. Les traces retrouvées sur place à l'occasion de cette restauration correspondent à la succession de grands épisodes historiques, notamment plusieurs qui ont marqué le nord du Perche eurélien : une pierre tombale dans la nef et des traces notariées, toponymiques et archéologiques attestent de l'activité de l'ordre du Temple aux débuts de cette église entre le XIIe et le XIVe siècle ; l'élargissement de la nef correspond à la période des guerres de Religion entre catholiques et protestants au XVIIe siècle ; les 2 cloches d'origine ont été fondues pour les guerres napoléoniennes après la Révolution française, pendant laquelle les marques de la noblesse ont été martelées ou recouvertes ; elles furent remplacées en 1860 par la seule cloche actuelle.

L'église Sainte-Anne
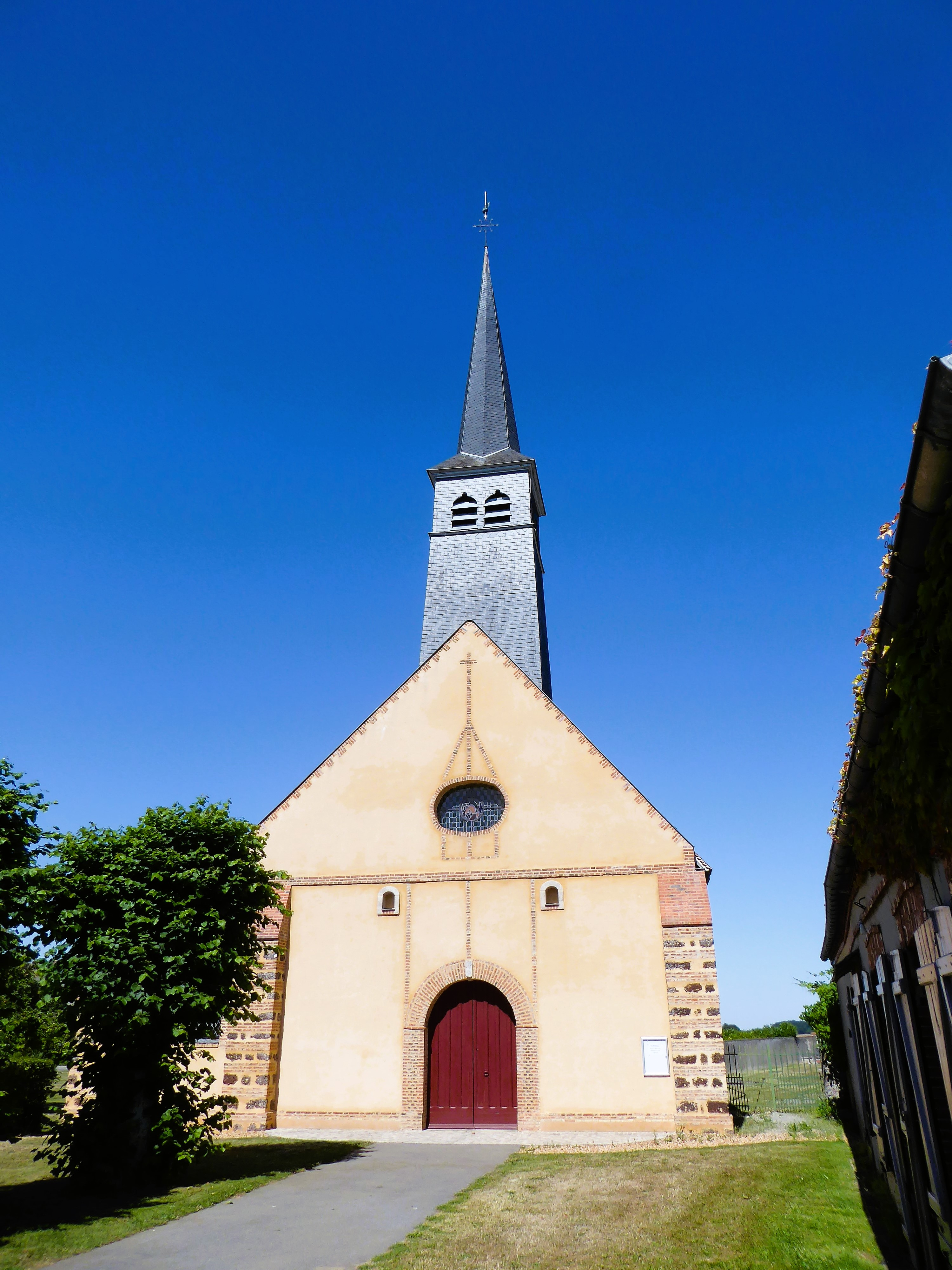
Portail d'entrée et façade ouest.
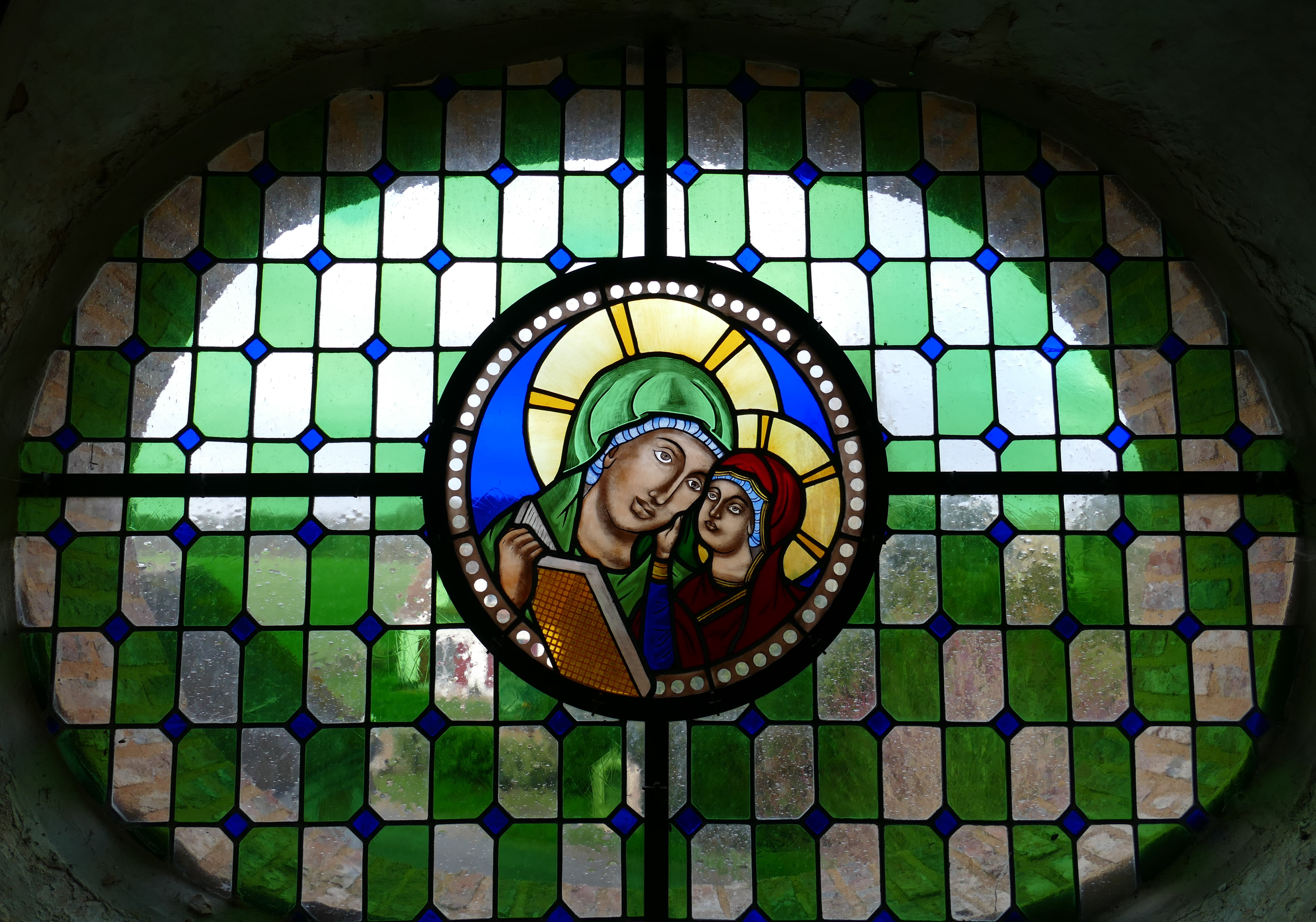
Oculus se trouvant au-dessus de la porte d'entrée de l'église, datant de 2017.
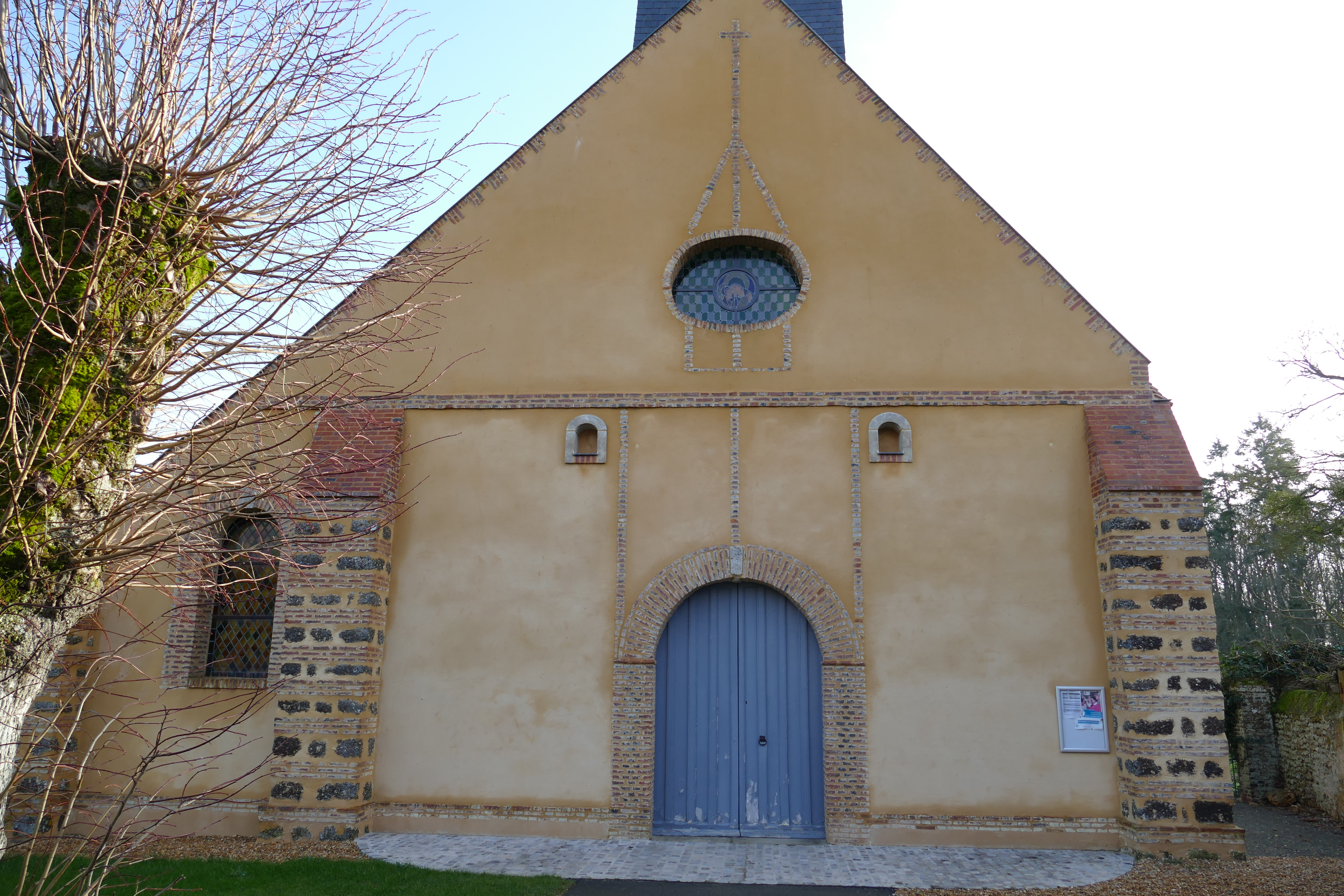
Façade ouest de l'église, elle est surmontée d'un clocher
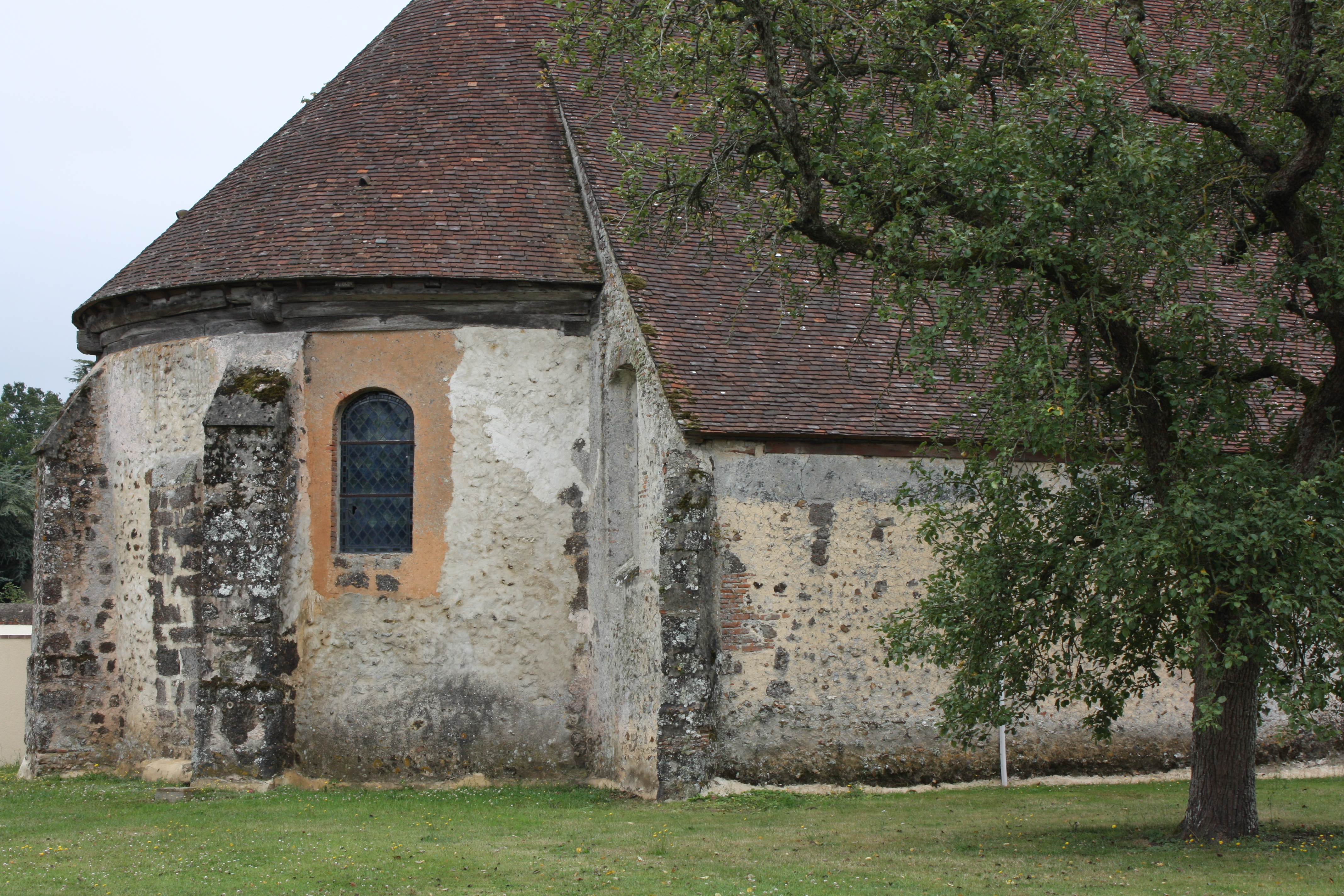
Chevet et mur nord, 2017.
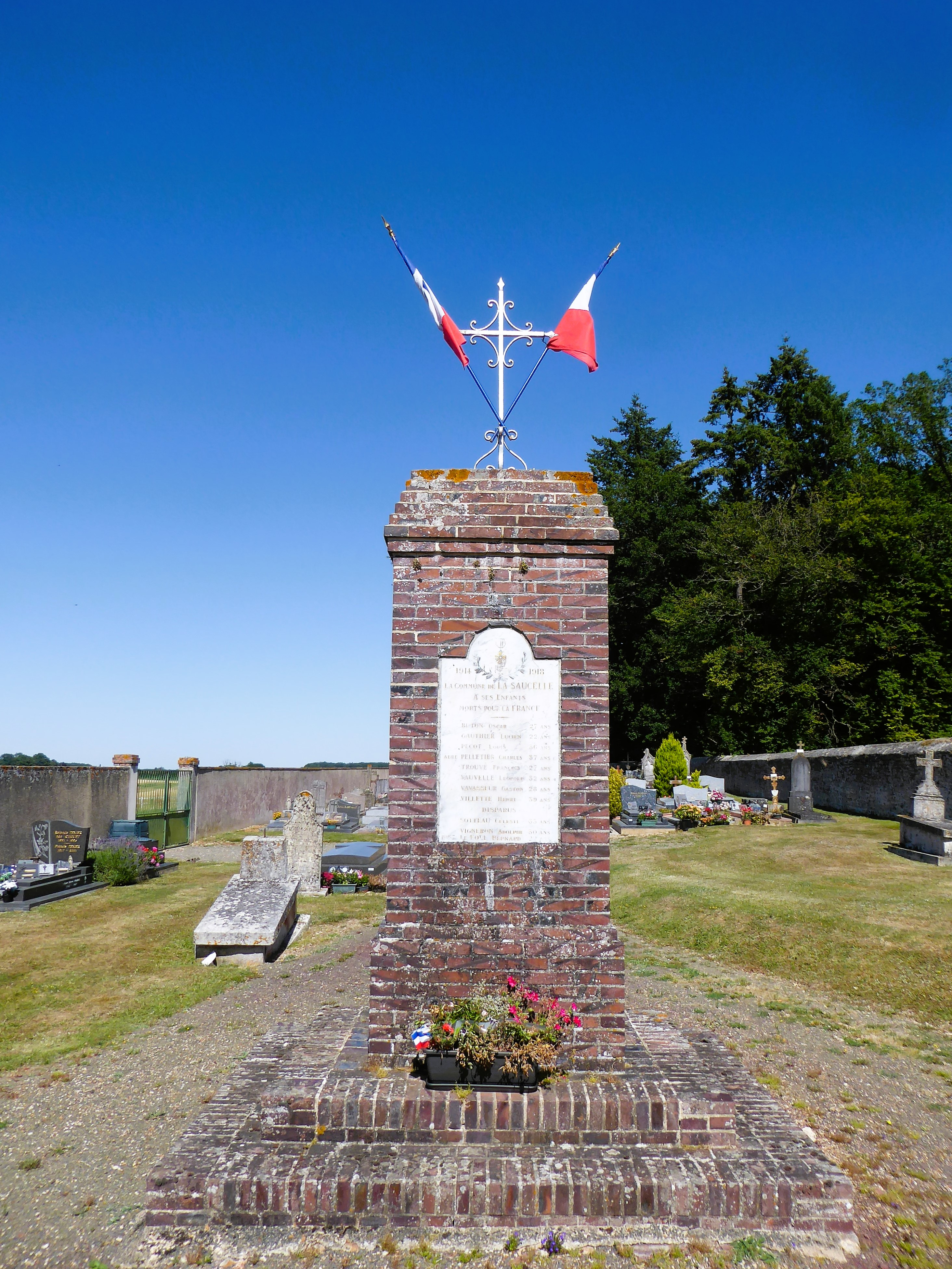
Monument aux morts du cimetière.
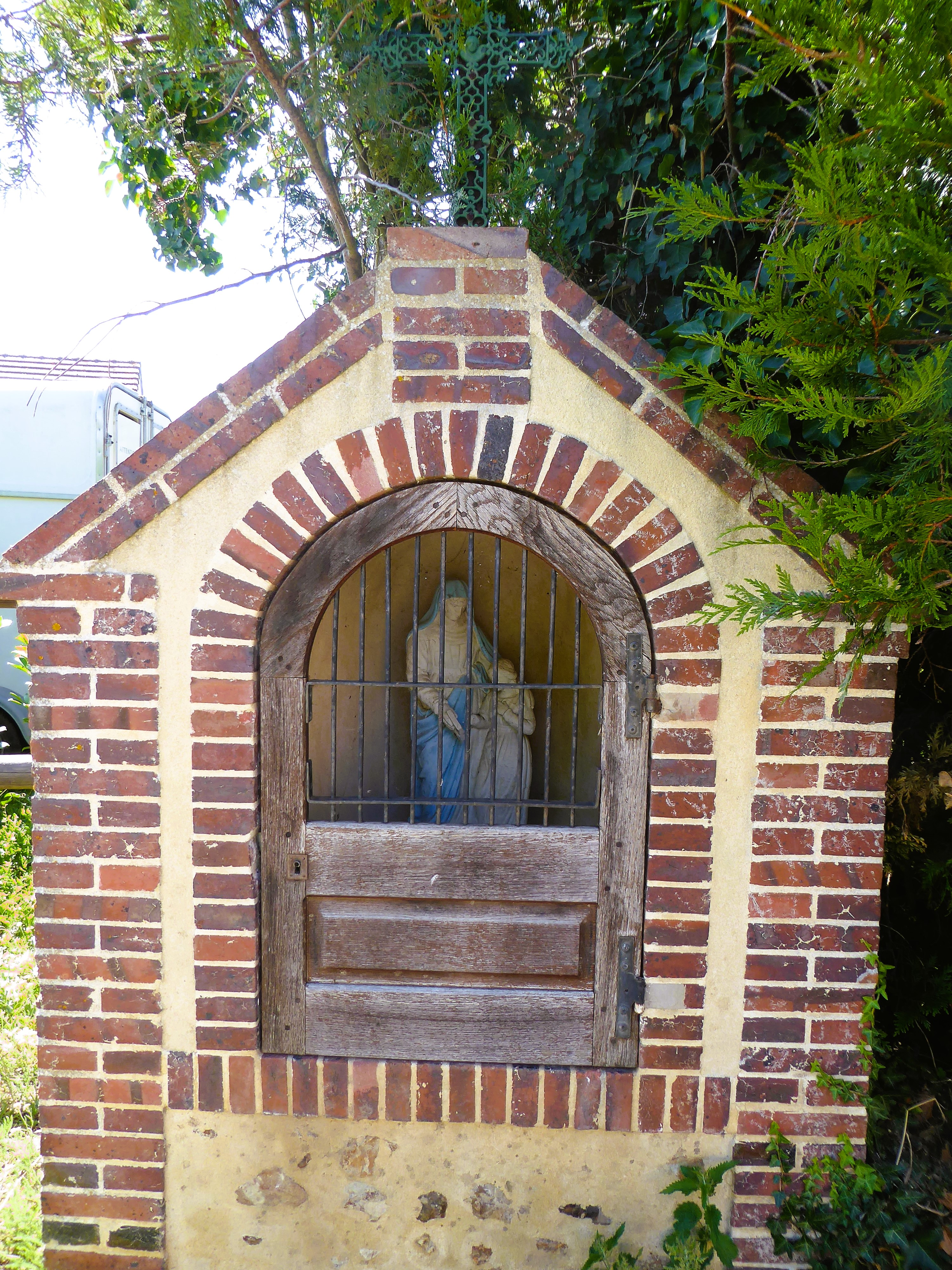
Oratoire en face de l'église.